# 육지혜
육지혜(1984년 3월 17일 ~ )는 대한민국의 전 레이싱 모델이자 방송인이다.

## 활동 사항
- 2003년 부산국제모터쇼 레이싱모델
- 2003년 헐리우드모터쇼 레이싱모델
- 2005년 서울국제모터쇼 레이싱모델
- 2007년 서울국제모터쇼 푸조부스 모델
- 2008년 부산국제모터쇼 푸조부스 모델
- 2009년 CJ 레이싱팀 레이싱모델
- 2010년 10월 CJ 티빙닷컴 슈퍼레이스 챔피언십 4전 레이싱모델
- 2011년 지스타 세가 모델
- 2012년 부산국제모터쇼 도요타 모델

## 수상
- 2008년 CJ 슈퍼레이스시리즈 레이싱모델선발대회 CJ상
- 2009년 CJ 오 슈퍼레이스 어워드 공로상

## 방송 진행
- XTM GO! 슈퍼코리안 3
- KBS N 스포츠 WPBA 여자 포켓볼
- KBS N 스포츠 팝콘복권
- KBS N 스포츠 유로 사커플러스